# Gmina Nacka
Gmina Nacka (szw. Nacka kommun) – gmina w Szwecji, w regionie Sztokholm, z siedzibą w Nacka.
Pod względem zaludnienia Nacka jest 21. gminą w Szwecji. Zamieszkuje ją 78 715 osób, z czego 50,93% to kobiety (40 090) i 49,07% to mężczyźni (38 625). W gminie zameldowanych jest 5932 cudzoziemców. Na każdy kilometr kwadratowy przypada 828,58 mieszkańca. Pod względem wielkości gmina zajmuje 272. miejsce.